# Dani'el Jicchak Levy
Dani'el Jicchak Levy (hebrejsky דניאל יצחק לוי‎, žil 30. září 1917 – 13. února 1995) byl izraelský politik a poslanec Knesetu za stranu Mafdal.

## Biografie
Narodil se ve městě Ceuta ve Španělské Maroko. Vystudoval zde střední školu a dva roky vysoké školy se zaměřením na pedagogiku a psychologii. V roce 1957 přesídlil do Izraele.

## Politická dráha
Byl členem Národního výboru sionistické federace v Maroku a členem výboru židovských mládežnických organizací v Maroku. Podílel se na organizování židovské emigrace do Izraele. V Izraeli byl zvolen předsedou organizace ha-Po'el ha-Mizrachi ve městě Aškelon. Ve městě Ramla byl zástupcem ředitele banky Mizrachi. Zasedal v předsednictvu strany Mafdal.
V izraelském parlamentu zasedl poprvé po volbách v roce 1965, do nichž šel za stranu Mafdal. Stal se členem parlamentního výboru pro vzdělávání a kulturu, výboru finančního, výboru pro ústavu, právo a spravedlnost, výboru pro ekonomické záležitosti, výboru pro veřejné služby a výboru pro záležitosti vnitra. Za Mafdal byl zvolen i ve volbách v roce 1969. Byl členem výboru pro ekonomické záležitosti, výboru práce a finančního výboru.